# Kazimierz von Grocholski

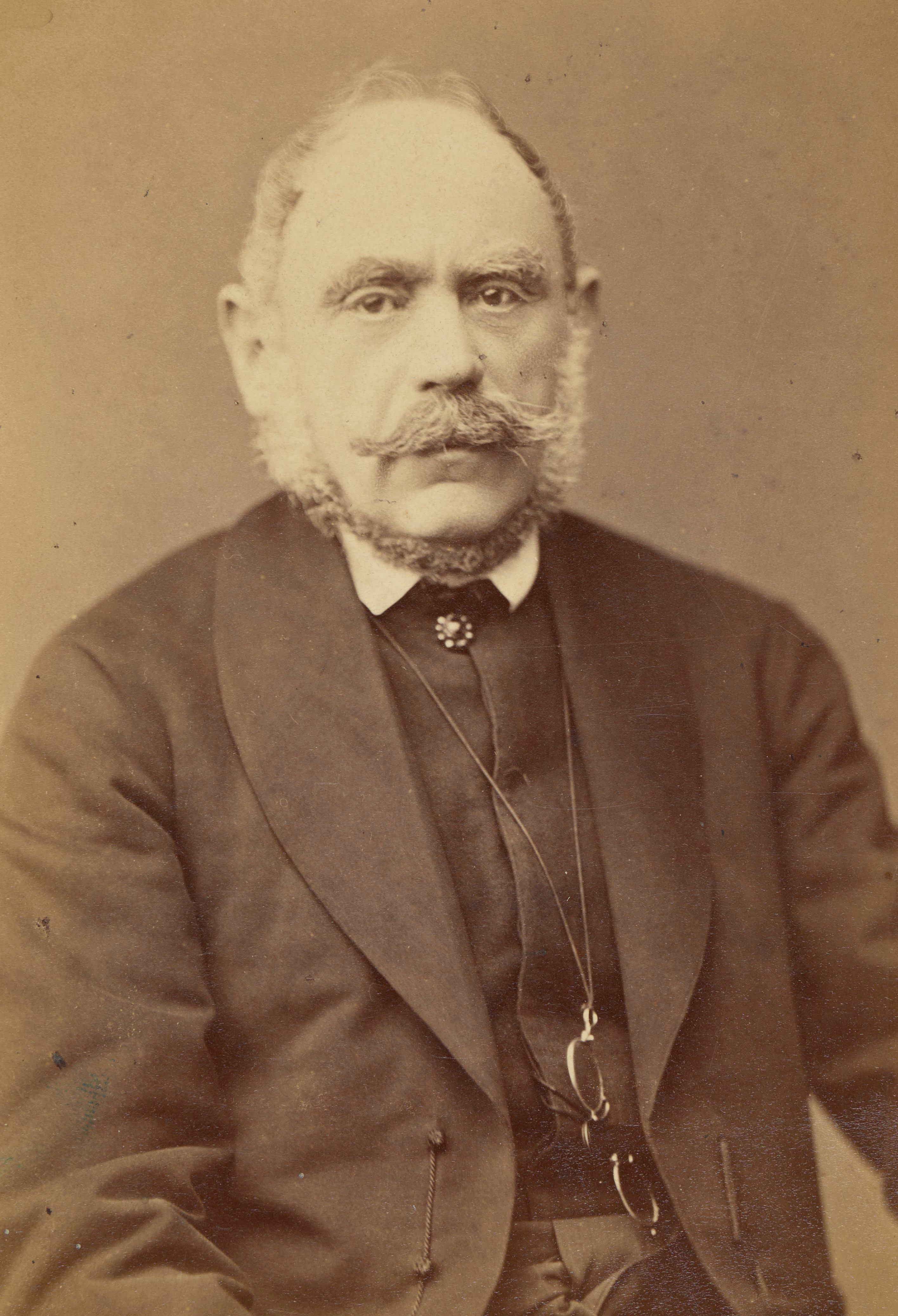
Kazimierz Grocholski

Kazimierz (Kasimir) Ritter von Grocholski (* 1815 in Rozyska bei Tarnopol, Galizien; † 10. Dezember 1888 in Abbazia, Istrien) war ein polnisch-österreichischer Jurist und Politiker.

## Leben
Grocholski studierte in Wien die Rechte, war bis 1842 Fiskalbeamter und wurde als Mitglied des galizischen Landtags 1861 in das Abgeordnetenhaus gewählt, dem er seitdem ununterbrochen angehört hatte.
Er war Föderalist und strebte nach einer möglichst großen Autonomie seines Heimatlandes. Diese zu erreichen, war der Zweck der sogenannten galizischen Resolution, deren Urheber Grocholski war, und welche er, nachdem sie 1869 im galizischen Landtag durchgegangen, als Antrag in den Reichsrat brachte.
Im Ministerium Hohenwart war er vom 6. Februar bis 30. Oktober 1871 Minister ohne Portefeuille (Minister ohne Geschäftsbereich). Als Präsident des galizischen Landtags und des Polenklubs im Reichsrat leitete er dessen selbstsüchtige, aber für die Herrschaft der Polen in Galizien und ihren Einfluss in Österreich sehr erfolgreiche Politik und erlangte namentlich seit dem Rücktritt des verfassungstreuen Ministeriums und seit der Einführung der Versöhnungspolitik große Macht im Reichsrat. 1878 wurde er zum Geheimrat ernannt.